# Trần Phú, thành phố Bắc Giang
Trần Phú là một phường thuộc thành phố Bắc Giang, tỉnh Bắc Giang, Việt Nam.

## Địa lý
Phường Trần Phú nằm ở trung tâm thành phố Bắc Giang, có vị trí địa lý:
- Phía đông giáp các phường Dĩnh Kế, Ngô Quyền, Trần Nguyên Hãn
- Phía tây giáp các phường Đồng Sơn, Đa Mai, Mỹ Độ
- Phía nam giáp phường Tân Tiến
- Phía bắc giáp phường Thọ Xương.

Phường Trần Phú có diện tích 1,89 km², dân số năm 2023 là 21.299 người, mật độ dân số đạt 11.269 người/km².

## Hành chính
Phường Trần Phú có 10 tổ dân phố: Ngô Gia Tự, Quang Trung, Lý Thái Tổ, Nguyễn Thị Lưu, Đàm Thận Huy, Xương Giang, Vương Văn Trà, Nguyễn Văn Mẫn, Tân Ninh, Chợ.

## Lịch sử
Ngày 27 tháng 10 năm 1962, Quốc hội ban hành Nghị quyết về việc thành lập tỉnh Hà Bắc trên cơ sở tỉnh Bắc Giang và tỉnh Bắc Ninh. Khi đó, phường Trần Phú và phường Lê Lợi thuộc thị xã Bắc Giang, tỉnh Hà Bắc.
Năm 1970, tiểu khu Quang Trung được thành lập trên cơ sở xã Thọ Xương (làng Thương) và xã Á Lữ (vốn là phường Á Lữ cũ trước 1945).
Ngày 1 tháng 6 năm 1981, UBND tỉnh Hà Bắc ban hành Quyết định số 390/QĐ-UBND về việc thành lập phường Ngô Quyền trên cơ sở tiểu khu Quang Trung.
Ngày 6 tháng 11 năm 1996, Quốc hội ban hành Nghị quyết về việc chia tỉnh Hà Bắc thành tỉnh Bắc Giang và tỉnh Bắc Ninh. Khi đó, phường Trần Phú và phường Lê Lợi thuộc thị xã Bắc Giang, tỉnh Bắc Giang.
Ngày 28 tháng 9 năm 2024, Ủy ban Thường vụ Quốc hội ban hành Nghị quyết số 1191/NQ-UBTVQH15 về việc sắp xếp đơn vị hành chính cấp huyện, cấp xã của tỉnh Bắc Giang giai đoạn 2023 – 2025 (nghị quyết có hiệu lực từ ngày 1 tháng 1 năm 2025). Theo đó, sáp nhập toàn bộ 0,91 km² diện tích tự nhiên và quy mô dân số là 11.285 người của phường Lê Lợi vào phường Trần Phú.
Phường Trần Phú có 1,89 km² diện tích tự nhiên và quy mô dân số là 21.299 người.